# Johann Geusendam

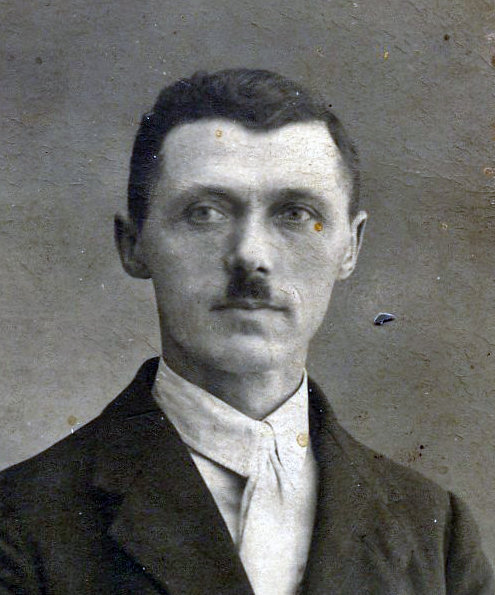
Johann Geusendam

Johann Mathias Geusendam (* 24. Februar 1886 in Rijssen, Niederlande; † 6. April 1945 in Vaihingen an der Enz) war ein politisch aktiver Arbeiter. Seine Ausweisung aus dem Land Bremen 1908 war Auslöser einer jahrelangen Debatte in der Bremischen Bürgerschaft über die Ausländerpolitik, verbunden mit der Frage, ob die Bürgerschaft in die Handlungskompetenzen des Senates eingreifen dürfe. Geusendams Biografie steht dabei beispielhaft für den Umgang der Bremer Obrigkeit mit „lästigen Ausländern“ während des Kaiserreichs und der Weimarer Republik. 

## Leben

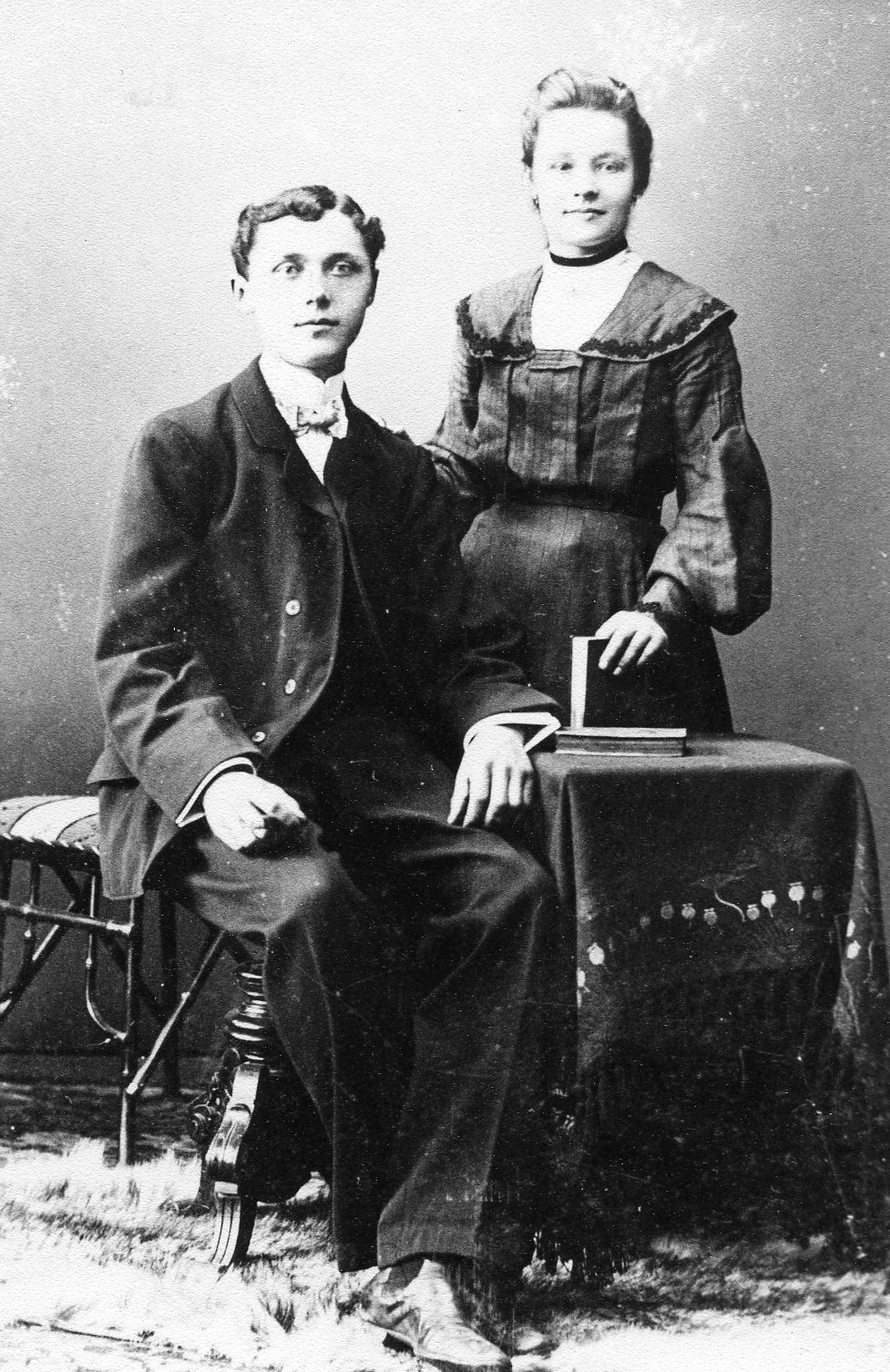
Hochzeitsfoto von Johann und Katharina Geusendam, Bremen 1910

Die katholischen Eltern Geusendams zogen 1890, da sie im calvinistischen Rijssen aufgrund ihrer Religionszugehörigkeit keine Arbeit fanden, in das westfälische Ahaus. Mit Katharina Cordes, seiner späteren, aus dem Oldenburgischen stammenden Ehefrau, zog Geusendam 1905 nach Bremen. Hier fing er an, sich in der Arbeiterbewegung zu engagieren. Er arbeitete in einer großen Stuhlrohrfabrik und beteiligte sich 1908 am Streik zum 1. Mai. Anschließend wurde Geusendam als „lästiger Ausländer“ aus Bremen ausgewiesen. Zur Geburt seines ersten Sohnes kehrte er illegal wieder nach Bremen zurück. Unter der Auflage, sich einwandfrei zu führen und für Frau und Kind zu sorgen, wurde seine Ausweisung von den Behörden vorläufig ausgesetzt. Seitdem stand er unter Beobachtung der politischen Polizei.
1922 sollte Geusendam wegen seiner aktiven Mitgliedschaft in der KPD erneut ausgewiesen werden. Auf dem Höhepunkt des Konflikts in der Bürgerschaft beschloss die Mehrheit der Abgeordneten, die Entscheidung des Senats aufzuheben. Geschlossen setzten sich die Arbeiterparteien für Geusendam und seine Familie ein, da die politische Gesinnung kein Grund der Ausweisung sein dürfe. 1931, nach 23 Jahren der Ungewissheit, wurde der Ausweisungsbefehl aus dem Jahr 1908 gegen den Bremer Arbeiter Geusendam und seine Familie doch vollstreckt. Damit hatten die bürgerlich-konservativen Vertreter des Landes Bremen ihr Ziel erreicht: Geusendam verließ mit seiner Frau und den beiden Söhnen die Hansestadt und ging in die Niederlande.
Im Nationalsozialismus wurde die Verfolgung Geusendams aus „Gründen der inneren Sicherheit des Staates“ fortgesetzt. Die Gestapo wurde 1935/36 auf ihn und seine Tätigkeit an der deutsch-niederländischen Grenze aufmerksam. Von 1933 an organisierte Geusendam in Enschede als Mitglied der CPN (Kommunistische Partei der Niederlande) die Flüchtlingsarbeit der Roten Hilfe. Er wurde dafür im Oktober 1940 von der Gestapo verhaftet und nach Münster verschleppt. In den folgenden fünf Jahren durchlebte Geusendam den Terror des NS-Strafvollzugs: Schutzhaft in Münster, 1942 Verurteilung durch den Volksgerichtshof in Berlin, Haft im Zuchthaus Brandenburg-Görden und 1944 schließlich der Transport nach Süddeutschland ins Arbeitshaus Schloss Kaltenstein. Dort starb er am 6. April 1945 im Alter von 59 Jahren an Misshandlungen und Unterernährung – einen Tag bevor das Arbeitshaus durch französische Truppen befreit wurde.

## Debatte in der Bremischen Bürgerschaft
Die Ausweisung „lästiger Ausländer“ geschah in der Weimarer Republik meist fast unbemerkt und ohne weitere Öffentlichkeit. 1922 gelangte jedoch die Beschwerde Geusendams an die Bremer Bürgerschaft, nachdem Gewerkschaft und KPD dagegen protestiert hatten, die 1908 verfügte Ausweisung gegen Geusendam ohne Angaben von Gründen zu vollstrecken. Am 17. Februar stellte die KPD-Abgeordnete Gesine Becker den „Antrag auf Aufhebung eines Ausweisungsbefehls“, der mit seinen Folgeanträgen das Parlament fast das gesamte Jahr beschäftigte.
Becker wies auf die Lebenssituation der Familie Geusendam hin, die sich im Falle einer Ausweisung in einem fremden Land eine neue Existenz aufbauen müsste, da Geusendam bereits seit seinem vierten Lebensjahr in Deutschland gelebt habe, seine Frau aus Bremen stamme und seine Kinder in Deutschland aufgewachsen seien. Auch Abgeordnete der USPD und MSPD setzten sich für die Familie ein. Streitpunkt war der Vorwurf, dass Geusendam 1908 einen Streikbrecher bedroht habe, sowie ein Diebstahl von Wachs im Wert von 70 Pfennig. Der Polizei wurde u. a. von Alfred Faust (SPD) vorgeworfen, unverhältnismäßig zu reagieren und dies aufgrund der politischen Orientierung Geusendams zu tun. Auch die ständige Bedrohung durch den schwebenden Ausweisungsbefehl wurde allgemein kritisiert.
Die Vertreter der bürgerlich-konservativen Parteien verwiesen darauf, dass Geusendam sich hätte „naturalisieren“ (einbürgern) lassen können. Außerdem monierten sie den verspäteten Einspruch gegen die Ausweisung, sodass eine endgültige Entscheidung des Senats noch ausstehe. Bis dahin dürfe in das schwebende Verfahren nicht eingegriffen werden. Hauptargument war jedoch die Mitgliedschaft in der Kommunistischen Partei, in dessen „illegaler Organisation“ er tätig gewesen sei, und die sich zu den Beschlüssen der 3. Tagung der Komintern im Jahre 1921 bekenne, welche u. a. den gewaltsamen Umsturz des Staates beinhalteten.
Trotz der Differenzen fasste die Bürgerschaft am 3. März 1922 den Beschluss, der Senat solle die Ausweisungsverfügung von 1908 rückgängig machen. Zu diesem Votum kam es, weil zwei Vertreter der bürgerlich-konservativen Parteien in der entsprechenden Sitzung nicht anwesend waren, obwohl sie im Parlament eine knappe Mehrheit stellten.
Nach diesem Beschluss dominierten Fragen zum formalen Ablauf des Verfahrens die Diskussion. Hierbei ging es um die Kompetenzen der Bürgerschaft gegenüber dem Senat. Die bürgerlichen Parteien bestanden darauf, dass die Bürgerschaft dem Senat als höchstes Gremium in seiner Entscheidung nicht vorgreifen oder gar etwas anweisen dürfe. Die Arbeiterparteien beriefen sich auf §2 der Verfassung, nach der die Gewalt vom Volke ausgehe, welche von der Bürgerschaft vertreten werde. Auf Antrag eines Abgeordneten der DDP wurde die Frage an den juristischen Ausschuss der Bürgerschaft weitergeleitet. Dieser entschied, dass die Bürgerschaft den Beschluss des Senats abzuwarten habe und der Beschluss vom 3. März 1922 aufgehoben werden müsse.
Am 23. Juni 1922 beschloss der Senat, die Beschwerde Geusendams zurückzuweisen, seine Frau und Kinder jedoch von der Ausweisung auszunehmen. Ein Großteil der Ausweisungsbegründung umfasst dabei Beschreibungen der politischen Aktivitäten Geusendams und kommt zu dem Schluss: „Die Ausweisung ist im Jahre 1908 erfolgt, weil Beschwerdeführer wegen Nötigung zu einer Gefängnisstrafe verurteilt worden war, und muss aufrechterhalten werden aus Gründen der inneren Sicherheit des Staates.“ Trotz Bemühungen der Vertreter der Arbeiterparteien entschied das Parlament entsprechend der Vorlage des juristischen Ausschusses.
Bis zum März 1931 fand die Polizeikommission trotz intensiver Suche keine stichhaltigen Gründe, die eine Ausweisung rechtfertigten, sodass sie vorerst nicht vollzogen wurde. Am 4. März 1931 unterschrieb Polizeisenator Deichmann (SPD) den Ausweisungsbefehl Geusendams. Geusendam verließ Bremen am 18. März 1931. Eine Eingabe des Arbeitergesangvereins führte nach Geusendams Ausweisung zu einer letzten Diskussion in der Bürgerschaft, in welcher sich Gesine Becker wiederum über die politische Begründung des Ausweisungsantrages beschwerte. Ein angeforderter Bericht des Senats zu diesem Punkt wurde nie eingereicht und der Tagesordnungspunkt vertagt.

## Rezeption
1955 errichtete das Königreich der Niederlande Johann Geusendam ein Ehrengrab in Enschede.
2009 haben Studierende der Projektgruppe „Aus den Akten auf die Bühne“ an der Universität Bremen in verschiedenen Archiven zu Johann Geusendam recherchiert und seine Biografie aus den Verhandlungen in der Bürgerschaft, Polizei- und Gerichtsakten rekonstruiert. Mit dem Material hat die bremer shakespeare company eine szenische Lesung entwickelt und in den (neuen) Räumlichkeiten der Bremischen Bürgerschaft aufgeführt. Die Veranstaltung stand unter der Schirmherrschaft des Präsidenten der Bremischen Bürgerschaft und war Teil des Programms des Vereins Erinnern für die Zukunft zum Tag des Gedenkens an die Opfer des Nationalsozialismus.